# Eichstedt
Eichstedt é um município da Alemanha, situado no distrito de Stendal, no estado de Saxônia-Anhalt. Tem 32,81 km² de área, e sua população em 2019 foi estimada em 890 habitantes.